# Petrocephalus haullevillii
Petrocephalus haullevillii es una especie de pez del género Petrocephalus, familia Mormyridae, orden Osteoglossiformes. Fue descrita científicamente por Boulenger en 1912.
Es una especie inofensiva para el ser humano.

## Descripción
La longitud total es de 7 centímetros.

## Distribución y hábitat
Se distribuye por África: cuencas de los ríos Kouilou-Niar y Chiloango. También ha sido presenciado en el río Congo. Habita en pantanos y afluentes menores.